# О’Рейли, Перси
Перси Филип О’Рейли (англ. Percy Philip O'Reilly, 27 июля 1870, Коламбер — 2 июля 1942, Дублин) — британский игрок в поло, серебряный призёр летних Олимпийских игр 1908.
На Играх 1908 О’Рейли входил в сборную Ирландии, которая, проиграв в единственном матче, заняла второе место и выиграла серебряные медали.